# Установка виробництва пропілену в Порт-Артурі (BASF/Total)
Установка виробництва пропілену в Порт-Артурі (BASF/Total) — підприємство нафтохімічної галузі у штаті Техас, яке випускає пропілен на основі використання інших олефінів.
Традиційно основну частину пропілену — другого за масовістю продукту органічної хімії — отримували при роботі парових крекінг-установок, котрі передусім випускають перший за масовістю продукт — етилен. В той же час, у світі існують кілька виробництв, орієнтованих на випуск саме пропілену. Одне з них розташували у штаті Техас в районі Порт-Артуру (сотня кілометрів на північний схід від Х'юстона, на західному березі річки Сабін, що відділяє Техас від Луїзіани), де з 2001 року працює крекінг-установка компаній BASF і Total. Її проектна потужність становила 960 тисяч тонн етилену та 550 тисяч тонн пропілену на рік, проте власники вирішили підвищити випуск останнього. Для цього використовується технологія OCT (Olefins Conversion Technology) котра передбачає реакцію між двома олефінами — більш легким, ніж пропілен, етиленом та більш важким бутиленом (бутеном).
Споруджена в Порт-Артурі на початку 2000-х за технологією компанії ABB Lummus установка конверсії олефінів має потужність у 312 тисяч тонн пропілену на рік. Організаційно вона входить до складу парової крекінг-установки та забезпечує роботу останньої з показниками у 816 тисяч тонн етилену та 862 тисячі тонн пропілену на рік.
Необхідний для конверсії олефінів бутилен отримують з розташованої там же в Порт-Артурі установки фракціонування Сабіна. Остання на дві третини постачалась паровими крекінг-установками компанії Shell в Діїр-Парк. Проте в кінці 2000-х внаслідок «сланцевої революції» на півдні США з'явились великі додаткові обсяги етану, що призвело до модернізації наявних виробництв з метою їх максимального переведення на більш економічно вигідну сировину. Такий процес у 2013 році завершили і в Діїр-Парк, що забезпечило різке зменшення кількості важких олефінів у вихідній продукції. Як наслідок, компанія Shell вийшла з проекту Сабіна, а власники установки з виробництва пропілену постали перед необхідністю пошуку нових джерел постачання бутилену. В листопаді 2017-го BASF Total Petrochemicals уклало угоду з нафтопереробним заводом Порт-Артур (належить Total), котрий зокрема буде постачати бутилен, який міститься у газах нафтопереробки.